# Vladislav Bougera
 (octobre 2023).
Le contenu est difficilement compréhensible vu les erreurs de traduction, qui sont peut-être dues à l'utilisation d'un logiciel de traduction automatique.
Vous pouvez aider à l'améliorer ou bien discuter des problèmes sur sa page de discussion.
- Il ne cite pas suffisamment ses sources. Vous pouvez indiquer les passages à sourcer avec {{référence nécessaire}} ou {{Référence souhaitée}}, et inclure les références utiles en les liant aux notes de bas de page. (Marqué depuis octobre 2023)
- Sa typographie ne respecte pas les conventions de Wikipédia. Vous pouvez solliciter de l’aide de l’Atelier typographique. (Marqué depuis octobre 2023)

- Archive Wikiwix
- Bing
- Cairn
- DuckDuckGo
- E. Universalis
- Gallica
- Google
- G. Books
- G. News
- G. Scholar
- Persée
- Qwant
- (zh) Baidu
- (ru) Yandex
- (wd) trouver des œuvres sur Wikidata

Vladislav Bougera (en russe : Владисла́в Евге́ньевич Буге́ра) né à Oufa, (République socialiste soviétique autonome bachkire, URSS) le 24 janvier 1971, est un philosophe russe, publiciste politique, militant de gauche et professeur au département de philosophie de l'Université Pétrolière et Technologique de l'état d'Oufa.
Il est membre de la section "dialectique matérialiste-athéisme scientifique" de la société philosophique russe.

## Points de vue théoriques
Vladislav Bougera consacre son travail au développement de solutions aux problèmes de la culture économique dans la philosophie russe. En s'appuyant sur le matérialisme historique, il tente d'expliquer le développement humain non seulement par le développement des relations sociales, mais aussi par le développement des relations de gestion et de propriété. Ses idées ont été discutées dans les travaux d'un certain nombre d'auteurs russes et autres de différents pays. Le chercheur anglo-américain, auteur du livre « Russian Fascism: Traditions, Trends, Movements » Stephen D. Shenfield, classe les vues de V. E. Bougera comme post-marxistes, et le politologue allemand Andreas Umland considère Bougera comme un néo-marxiste. G. E. Belonogov considère Bougera comme « le représentant d'une nouvelle génération de philosophes matérialistes », Edouard Baïkov considère Bougera comme le fondateur d'une nouvelle école philosophique.